# Durian Tinggi
Durian Tinggi is een bestuurslaag in het regentschap Lima Puluh Kota van de provincie West-Sumatra, Indonesië. Durian Tinggi telt 3337 inwoners (volkstelling 2010).